# Al-Karamah SC
Maillots
Actualités
Le Al Karamah Sporting Club (en arabe : نادي الكرامة الرياضي), plus couramment abrégé en Al Karamah, est un club syrien de football fondé en 1928 et basé à Homs.

## Historique
- 1928 : fondation du club sous le nom de Khalid Bin Walid Sports Club
- 1957 : le club est renommé Al Wahda
- 1971 : le club est renommé Al Karama

## Palmarès
| Compétitions nationales | Compétitions internationales                                                                |
| --- | ------------------------------------------------------------------------------------------- |
| \| - Championnat de Syrie (8) : - Champion : 1975, 1983, 1983-84, 1995-96, 2005-06, 2006-07, 2007-08 et 2008-09. - Vice-champion : 1976-77, 1984-85, 1986-87, 1989-90, 1992-93, 1997-98, 1998-99, 2000-01, 2003-04, 2004-05 et 2009-10. - Coupe de Syrie (8) : - Vainqueur : 1982-83, 1986-87, 1994-95, 1995-96, 2006-07, 2007-08, 2008-09 et 2009-10. - Finaliste : 1989-90 et 1997-98. - Supercoupe de Syrie (2) : - Vainqueur : 1984-85 et 2007-08. \| | - Ligue des champions de l'AFC : - Finaliste : 2006. - Coupe de l'AFC : - Finaliste : 2009. |
| - Championnat de Syrie (8) : - Champion : 1975, 1983, 1983-84, 1995-96, 2005-06, 2006-07, 2007-08 et 2008-09. - Vice-champion : 1976-77, 1984-85, 1986-87, 1989-90, 1992-93, 1997-98, 1998-99, 2000-01, 2003-04, 2004-05 et 2009-10. - Coupe de Syrie (8) : - Vainqueur : 1982-83, 1986-87, 1994-95, 1995-96, 2006-07, 2007-08, 2008-09 et 2009-10. - Finaliste : 1989-90 et 1997-98. - Supercoupe de Syrie (2) : - Vainqueur : 1984-85 et 2007-08.       |                                                                                             |

## Personnalités
Jihad Qassab, joueur international, quatre sélections dans l'équipe nationale syrienne en défense, et capitaine de sélection. Il est mort sous la torture durant la Guerre civile syrienne, dans la prison de Saidnaya.
Le 23 avril 2024, le club annonce la nomination d'Omar al-Amouri, ancien membre du Conseil de la choura de l'État islamique, au poste de vice-président. 